# Claudia Plakolm

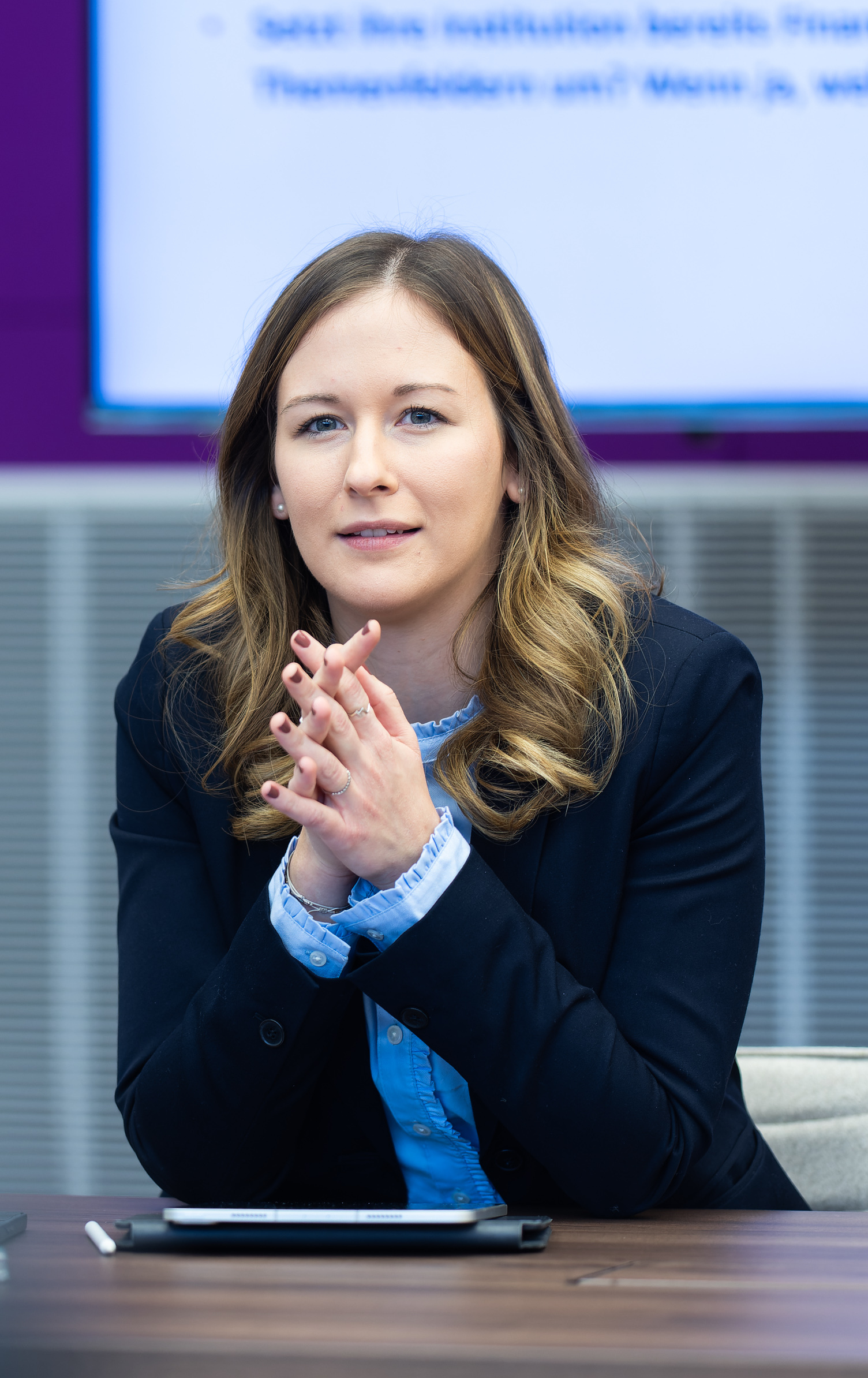
Claudia Plakolm, 2023

Claudia Plakolm (* 10. Dezember 1994 in Linz) ist eine österreichische Politikerin der Österreichischen Volkspartei (ÖVP). Seit 3. März 2025 ist sie Kanzleramtsministerin für Europa, Integration und Familie in der Bundesregierung Stocker. Seit dem 15. Mai 2021 ist sie Bundesobfrau der Jungen Volkspartei (JVP). Von 9. November 2017 bis 3. März 2025 war sie Abgeordnete zum Nationalrat.

## Leben
Claudia Plakolm wurde als die Dritte von vier Geschwistern geboren und wuchs in Walding auf. Ihr Vater ist der dortige ÖVP-Bürgermeister Johann Plakolm. Die Mutter engagiert sich im Flüchtlingshaus der Caritas. Plakolm selbst war in der Jungschar und der Landjugend aktiv und unterstützt bis heute die örtliche Blasmusik. Nach dem Besuch der Volksschule und des Schulzentrums der Kreuzschwestern Linz, wo sie 2011/12 Schulsprecherin war und 2013 maturierte, begann sie zunächst ein Studium der Wirtschaftswissenschaften an der Wirtschaftsuniversität Wien, seit Oktober 2014 studiert sie Wirtschaftspädagogik an der Universität Linz. Mit Stand Mai 2025 hat sie kein Studium abgeschlossen.

## Politik

### Anfänge
Im Schuljahr 2012/13 war sie oberösterreichische Landesschulsprecherin für den AHS-Bereich, 2013/14 fungierte sie als Landesobfrau der ÖVP-nahen Union Höherer Schüler (UHS). Seit Februar 2015 ist sie Bezirksobfrau-Stellvertreterin der Jungen ÖVP im Bezirk Urfahr-Umgebung.
Im Oktober 2016 wurde sie zur Landesobfrau der Jungen ÖVP Oberösterreich gewählt und im April 2019 für drei Jahre wiedergewählt.
Nach den Gemeinderats- und Bürgermeisterwahlen in Oberösterreich 2015 vertrat sie die ÖVP im Gemeinderat von Walding. Diese Funktion legte sie mit ihrem späteren Amtsantritt als Jugendstaatssekretärin im Dezember 2021 zurück. Seit 2016 gehört sie auch dem Landesparteivorstand der ÖVP Oberösterreich an.

### Nationalrat
Am 9. November 2017 wurde sie mit 22 Jahren als jüngste Abgeordnete zu Beginn der XXVI. Gesetzgebungsperiode zum österreichischen Nationalrat angelobt. Im Zuge der Regierungsbildung der Bundesregierung Kurz I nach der Nationalratswahl verhandelte sie auf ÖVP-Seite in der Fachgruppe Familie und Jugend.
Am Bundestag der Jungen Volkspartei am 25. November 2017 wurde sie zur Bundesobmann-Stellvertreterin gewählt. Im ÖVP-Parlamentsklub fungierte sie bis Dezember 2021 als Jugendsprecherin, in dieser Funktion folgte ihr Carina Reiter nach.
Bei der Nationalratswahl 2019 kandidierte sie hinter ÖVP-Spitzenkandidat August Wöginger auf dem zweiten Listenplatz im Landeswahlkreis Oberösterreich. Plakolm wurde erneut in das Gremium gewählt, ist jedoch in der XXVII. Gesetzgebungsperiode nicht mehr dessen jüngstes Mitglied. Yannick Shetty der NEOS hält diesen Status nun.
Im Rahmen der Koalitionsverhandlungen zur Regierungsbildung 2019 verhandelte sie in der Hauptgruppe Soziale Sicherheit, neue Gerechtigkeit und Armutsbekämpfung.
Im Juni 2020 wurde sie als Nachfolgerin von Stefan Schnöll als Bundesobfrau der Jungen ÖVP designiert und am 15. Mai 2021 mit 94,39 Prozent der Stimmen zur Nachfolgerin von Schnöll gewählt.

### Staatssekretärin in der Regierung Nehammer
Am 6. Dezember 2021 wurde sie mit der Bundesregierung Nehammer als Staatssekretärin im Bundeskanzleramt angelobt und übernahm – beigestellt zu Bundeskanzler Karl Nehammer – zu Beginn die Jugend-Agenden und im Juli 2022 zudem die Zivildienst-Agenden. 
Ihr Nationalratsmandat ging an Andrea Holzner.
Im März 2024 gab Digitalisierungsstaatssekretär Florian Tursky seinen Rückzug als Staatssekretär bekannt um sich auf die Kandidatur bei der Gemeinderats- und Bürgermeisterwahl in Innsbruck 2024 zu konzentrieren, die Digitalagenden übernahm Plakolm ab dem 1. Mai 2024. Im Juni 2024 wurde sie für drei weitere Jahre mit 99,5 % als Bundesobfrau der Jungen Volkspartei (JVP) bestätigt.
Für die Nationalratswahl 2024 wurde sie wie 2019 Listenzweite in Oberösterreich hinter August Wöginger sowie hinter Karl Nehammer Listenzweite auf der ÖVP-Bundesliste. Mit mehr als 12.000 Vorzugsstimmen im Wahlkreis Mühlviertel erhielt sie die meisten Wahlkreisvorzugsstimmen aller ÖVP-Kandidaten in Österreich. In Oberösterreich erhielt sie bei der Nationalratswahl mit rund 16.000 Vorzugsstimmen die meisten Vorzugsstimmen.
Im Juni 2022 vertrat Plakolm als Staatssekretärin Bundeskanzler Karl Nehammer im Nationalrat bei der Beantwortung einer Dringlichen Anfrage der FPÖ zu aktuellen Themen, darunter Inseratenaffären, Corona-Hilfsgelder und Wahlkampfkosten. Plakolm beantwortete lediglich acht der insgesamt 33 Fragen, 25 blieben unbeantwortet. Dies führte zu erheblicher Kritik im Plenarsaal, auch von Seiten des grünen Koalitionspartners. Ein parlamentarisches Gutachten stellte später fest, dass Plakolm zur vollständigen Beantwortung verpflichtet gewesen wäre.

### Ministerin in der Regierung Stocker
Nach den erfolgreichen Regierungsverhandlungen zwischen ÖVP, SPÖ und NEOS wurde sie am 3. März 2025 von Bundespräsident Alexander Van der Bellen als Bundesministerin ohne Portefeuille angelobt. Seit der Änderung des Bundesministeriengesetzes ist sie als Kanzleramtsministerin für Europa, Integration und Familie in der Bundesregierung Stocker zuständig.

## Rezeption
Plakolm nutzt ihre Herkunft aus dem ländlichen Oberösterreich gezielt zur politischen Inszenierung, etwa auf Instagram, wo sie sich beim Bierpong, Schnitzelessen oder Feuerwehrspritzen zeigt. Ihre öffentliche Darstellung kombiniert Bodenständigkeit mit konservativen Werten, etwa Christentum und Heimatverbundenheit. Plakolm war Teil der Bewegung unter Sebastian Kurz, der sie 2017 zur jüngsten Nationalratsabgeordneten Österreichs machte. Sie gilt laut der Wochenzeitung Falter als politische Erbin von Kurz, führt dessen populistische Migrationspolitik fort und verwendet ähnliche Rhetorik, etwa die Forderung nach Deutschkenntnissen und der Einhaltung „unserer Werte“.

## Kritik
Im Mai 2025 behauptete Plakolm, dass Österreich „Europameister bei Familienleistungen“ sei. Ein Faktencheck von Profil stufte diese Aussage als falsch ein, da Österreich weder bei den Gesamtausgaben noch in den einzelnen Bereichen der Familienleistungen (Transferleistungen, Steuerbegünstigungen, Sachleistungen) Spitzenreiter ist.
Im Juli 2025 kritisierte die Wochenzeitung Falter integrationspolitische Aussagen Plakolms gegenüber ukrainischen Kriegsvertriebenen. Plakolm verwendete Slogans wie „Leistung muss sich lohnen“ und „Integration ist eine Holschuld“, was laut Falter nicht zur Versachlichung beitrage, sondern bestehende Ressentiments bediene. Obwohl bereits Fortschritte bei der Integration ukrainischer Geflüchteter erkennbar seien, etwa beim Spracherwerb und der Arbeitsmarktteilnahme, würde Plakolm diese Entwicklungen ignorieren und statt konstruktiver Lösungen populistische Narrative zu bedienen.
Im Juli 2025 äußerte die Islamische Glaubensgemeinschaft in Österreich (IGGÖ)  Kritik an einer Aussage von Plakolm, die in einem Instagram-Video das islamische Kopftuch bei Kindern als Ausdruck „extremistischer Tendenzen“ bezeichnet hatte. Die IGGÖ zeigte sich „zutiefst irritiert“ und warnte davor, das Kindeswohl für pauschalisierende Maßnahmen zu instrumentalisieren. Präsident Ümit Vural betonte, dass das Kopftuch Teil der religiösen Praxis einer gesetzlich anerkannten Religionsgemeinschaft sei und pauschale Einschränkungen die Grundrechte verletzen könnten. Die IGGÖ lud die Ministerin zu einem vertraulichen Austausch mit muslimischen Pädagoginnen, Eltern und Jugendlichen ein. Auch der Dachverband der islamischen Föderationen in Österreich kritisierte die geplanten Maßnahmen als „populistische Verbotspolitik“. Er warnte vor einer Spaltung der Gesellschaft und forderte stattdessen gezielte Fördermaßnahmen zur Stärkung der Selbstbestimmung von Mädchen und Frauen. Die Organisation sprach von zunehmendem antimuslimischem Rassismus und forderte eine öffentliche Entschuldigung für die ministerielle Aussage.

## Privates
Plakolm ist mit dem Lokalpolitiker und Bürgermeister von Neustift im Mühlkreis Christoph Bauer verlobt.

## Ehrungen und Auszeichnungen
- 2025: Großes Silbernes Ehrenzeichen am Bande für Verdienste um die Republik Österreich[39]